# Josette Evelyne Njock
 (avril 2024).
Si vous disposez d'ouvrages ou d'articles de référence ou si vous connaissez des sites web de qualité traitant du thème abordé ici, merci de compléter l'article en donnant les références utiles à sa vérifiabilité et en les liant à la section « Notes et références ».
Josette Evelyne Njock, connue sous le nom Ngo Mohoua est une écrivaine camerounaise, née à Pouma dans la province du littoral au Cameroun. 

## Biographie
Josette Njock est née à Pouma au Cameroun. Elle obtient son  baccalauréat série G1 (secrétariat). Elle se consacre à l'élevage d'animaux mais se passionne pour l'écriture de textes jeunesses.

### Œuvres littéraires
Son premier livre est l'enfant et le forgeron publié en 2000 à Yaoundé, qui contient des leçons de vie variées. Elle publie ensuite Le courage d'un enfant mutilé,.

## Publications
1. L'enfant et le forgeron, Yaoundé, Les clé de l'avenir, 2000, 78 p. (ISBN 2-7235-0131-0).
2. Le courage d'un enfant mutilé, Cameroun, Coédition NENA/Éditions Clé, 2001, 88 p. (ISBN 2-7235-0163-9).